# Iž

Island coat of arms

Iž (en italien Eso, en allemand, Ese) est une île de Croatie située dans l'archipel de Zadar, dans la partie croate de la mer Adriatique. L'île compte 557 habitants.

## Histoire
L'île est habitée depuis les temps préhistorique. Elle est habitée par les Croates depuis 1266. Il y a sur l'île une église catholique datant du XIe siècle.

## Geographie
Les deux principaux villages de l'île, Iž Veli et Iž Mali sont situés dans la partie est de l'île. Les principales activités économiques de Iž sont la pêche, la culture de l'olive et la poterie et le tourisme.

### Îles voisines
|  | îles voisines : 1. Veli otok 2. Mali otok 3. Srednji otok 4. Glurović 5. Kudica 6. Fulija 7. Maslinovac 8. Luški otok 9. Rutnjak 10. Knežak 11. Školjić 12. Tomešnjak 13. Mrtovnjak |